# Салард (Бихор)
Салард (рум. Sălard) насеље је у Румунији у округу Бихор у општини Салард. Oпштина се налази на надморској висини од 106 m.

## Прошлост
Године 1860. у месту се налазило спахијско добро Петра племенитог Чарнојевића. Услед пожара изгорело је сено и друга сточна храна вредности 6000 ф.

## Становништво
Према подацима из 2002. године у насељу је живело 4186 становника.

### Попис2002.
| Расподела становништва по националности 2002.‍ | Расподела становништва по националности 2002.‍ | Расподела становништва по националности 2002.‍ | Расподела становништва по националности 2002.‍ | Расподела становништва по националности 2002.‍ |
| --------------------------------------------- | --------------------------------------------- | --------------------------------------------- | --------------------------------------------- | --------------------------------------------- |
|                                               |                                               |                                               |                                               |                                               |
| Румуни                                        | Румуни                                        |                                               | 985                                           | 23,5%                                         |
| Мађари                                        | Мађари                                        |                                               | 2.872                                         | 68,7%                                         |
| Роми                                          | Роми                                          |                                               | 316                                           | 7,6%                                          |
| Словаци                                       | Словаци                                       |                                               | 3                                             | 0,1%                                          |
| други                                         | други                                         |                                               | 7                                             | 0,2%                                          |

### Хронологија
| Година       | 1992 | 1993 | 1994 | 1995 | 1996 | 1997 | 1998 | 1999 | 2000 | 2001 | 2002 | 2003 | 2004 | 2005 | 2006 | 2007 | 2008 | 2009 | 2010 | 2011 | 2012 | 2013 | 2014 | 2015 | 2016 | 2017 |
| ------------ | ---- | ---- | ---- | ---- | ---- | ---- | ---- | ---- | ---- | ---- | ---- | ---- | ---- | ---- | ---- | ---- | ---- | ---- | ---- | ---- | ---- | ---- | ---- | ---- | ---- | ---- |
| Становништво | 4217 | 4182 | 4110 | 4060 | 4061 | 4058 | 4096 | 4121 | 4174 | 4176 | 4179 | 4184 | 4235 | 4250 | 4271 | 4265 | 4315 | 4343 | 4379 | 4428 | 4412 | 4443 | 4456 | 4466 | 4483 | 4469 |